# Severstal Čerepovec
Severstal Čerepovec (rusky Северсталь Череповец) je profesionální ruský hokejový tým. Byl založen v roce 1956.
Domácí arénou je od roku 2006 Ledovyj dvorec s kapacitou téměř 6 000 míst.

## Vývoj názvů týmu
- Strojitel Čerepovec (1956–1969)
- Metallurg Čerepovec (1969–1994)
- Severstal Čerepovec (od roku 1994)

## Přehled účasti v KHL
| Rusko                       |        |                                                      |                  |
| Sezóny                      | Soutěž | Play off                                             | Kapitán          |
| 2008/2009                   | KHL    | Ne                                                   | bez kapitána     |
| 2009/2010                   | KHL    | Ne                                                   | Alexandr Šinin   |
| 2010/2011                   | KHL    | Osmifinále (prohra 2:4 na zápasy s Atlant Mytišči)   | Alexandr Šinin   |
| 2011/2012                   | KHL    | Osmifinále (prohra 2:4 na zápasy s Atlant Mytišči)   | Jevgenij Ketov   |
| 2012/2013                   | KHL    | Čtvrtfinále (prohra 0:4 na zápasy s SKA Petrohrad)   | Jevgenij Ketov   |
| 2013/2014                   | KHL    | Ne                                                   | Petr Čáslava     |
| 2014/2015                   | KHL    | Ne                                                   | Andrej Šefer     |
| 2015/2016                   | KHL    | Ne                                                   | Andrej Šefer     |
| 2016/2017                   | KHL    | Ne                                                   | Nikolaj Stasenko |
| 2017/2018                   | KHL    | Osmifinále (prohra 0:4 na zápasy s SKA Petrohrad)    | Nikolaj Stasenko |
| 2018/2019                   | KHL    | Ne                                                   | Maxim Rybin      |
| 2019/2020                   | KHL    | play off se nedohrálo do konce                       | Sergej Monakov   |
| 2020/2021                   | KHL    | Osmifinále (prohra 1:4 na zápasy s HK Dynamo Moskva) | Jurij Trubačov   |
| 2021/2022                   | KHL    | Osmifinále (prohra 3:4 na zápasy s HK Dynamo Moskva) | bez kapitána     |
| 2022/2023                   | KHL    | Osmifinále (prohra 3:4 na zápasy s CSKA Moskva)      | Jegor Morozov    |
| 2023/2024                   | KHL    | Osmifinále (prohra 1:4 s HK Spartak Moskva)          | Adam Liška       |
| 2024/2025                   | KHL    | Osmifinále (prohra 1:4 s HK Spartak Moskva)          | Adam Liška       |
| Zdroj na Eliteprospects.com |        |                                                      |                  |

## Češi a Slováci v týmu
| Ročník                                                                   | Hráči ČR                                                              | Hráči SR                                                    | Link |
| ------------------------------------------------------------------------ | --------------------------------------------------------------------- | ----------------------------------------------------------- | ---- |
| 2001/2002                                                                | nikdo                                                                 | nikdo                                                       |      |
| 2002/2003                                                                | Vladimír Vůjtek                                                       | nikdo                                                       |      |
| 2003/2004                                                                | Aleš Píša, Tomáš Chlubna                                              | nikdo                                                       |      |
| 2004/2005                                                                | Dušan Salfický, Aleš Píša, Jan Čaloun                                 | nikdo                                                       |      |
| 2005/2006                                                                | nikdo                                                                 | Ladislav Čierny, Radovan Somík                              |      |
| 2006/2007                                                                | Josef Hrabal                                                          | Ladislav Čierny, Radovan Somík                              |      |
| 2007/2008                                                                | Josef Hrabal, Josef Straka, Petr Čáslava, Miloslav Hořava             | nikdo                                                       |      |
| 2008/2009                                                                | Josef Straka                                                          | Ladislav Nagy, Rastislav Staňa                              |      |
| 2009/2010                                                                | Josef Straka                                                          | Ladislav Nagy, Rastislav Staňa, Marek Zagrapan, Peter Smrek |      |
| 2010/2011                                                                | Josef Straka, Ondřej Němec                                            | Rastislav Staňa, Martin Cibák                               |      |
| 2011/2012                                                                | Josef Straka, Ondřej Němec                                            | nikdo                                                       |      |
| 2012/2013                                                                | Petr Čáslava                                                          | nikdo                                                       |      |
| 2013/2014                                                                | Jakub Štěpánek , Petr Čáslava                                         | nikdo                                                       |      |
| 2014/2015                                                                | Jakub Štěpánek, Marek Kvapil                                          | nikdo                                                       |      |
| 2015/2016                                                                | Miroslav Blaťák, Ondřej Němec, Jakub Štěpánek, Václav Sýkora (trenér) | nikdo                                                       |      |
| 2016/2017                                                                | Jakub Kovář, Vojtěch Polák                                            | nikdo                                                       |      |
| 2017/2018                                                                | Petr Holík odchod do BK Mladá Boleslav, Matěj Stránský                | Július Hudáček                                              |      |
| 2018/2019                                                                | Dominik Furch, Matěj Stránský odchod do Mora IK                       | nikdo                                                       |      |
| 2019/2020                                                                | Libor Šulák odchod do KooKoo (Liiga Finsko)                           | Adam Liška                                                  |      |
| 2020/2021                                                                | Jindřich Abdul                                                        | Adam Liška                                                  |      |
| 2021/2022                                                                | nikdo                                                                 | Adam Liška                                                  |      |
| 2022/2023                                                                | nikdo                                                                 | Adam Liška                                                  |      |
| 2023/2024                                                                | nikdo                                                                 | Adam Liška, Christian Jaroš                                 |      |
| 2024/2025                                                                | nikdo                                                                 | Adam Liška                                                  |      |
| 2025/2026                                                                | nikdo                                                                 | Adam Liška                                                  |      |
| Češi - Zdroj na Eliteprospects.com Slováci - Zdroj na Eliteprospects.com |                                                                       |                                                             |      |